# Wix.com

Wix.com foi fundada em 2006, em Israel, por Avishai Abrahami, Nadav Abrahami e Giora Kaplan. Consiste em uma plataforma online de criação e edição de sites, que permite aos usuários criar sites em HTML5 e sites Mobile sem necessidade de conhecimento de conhecimento prévio em programação ou design. 
O Wix oferece templates de sites que são fáceis de personalizar com sistema de Interação Humano-Computador no estilo "arrasta e solta".  É possível optar por criar os seus sites a partir do zero, bem como pela utilização de templates. Apesar do site contar com ferramentas gratuitas de hospedagem e templates prontos. 
As críticas feitas são com base nas opções gratuitas limitadas e o posicionamento nos mecanismos de pesquisa prejudicado. A política da empresa não permite de acesso ao código final gerado, gerando discussões devido a edição do Front-End bem como a falta de opções de acessibilidade para deficientes. Mesmo assim, é possível a edição de código através da adição de blocos de código e ferramentas de leitura de imagens para deficientes visuais.

## História
A empresa foi fundada em 2006 por Avishai Abrahami, Nadav Abrahami e Giora Kaplan, recebendo seu primeiro investimento em janeiro de 2007 com a abertura de seu capital. O site chegou à marca de 1 milhão de usuários um ano após o lançamento de sua versão open-beta de seu Editor Flash. Em Dezembro de 2010, Wix lançou a versão em Espanhol de seu construtor de site, seguida pelas versões em Português, Francês (Fevereiro 2011), Alemão (Agosto 2011), Polonês (Dezembro 2011) e Italiano (Janeiro 2012). 
Marcos recentes na história do Wix incluem: o lançamento de seu construtor de sites Mobile (Abril de 2011), a sua plataforma de publicação na web HTML5 (Março de 2012) e o seu novo App Market (Outubro de 2012), atingiu a marca dos 50 milhões de usuários (2014), lançou seu novo editor (2015). Em outubro de 2013, o Wix introduziu um editor móvel que permite aos usuários opções para ajustar seus sites para visualização móvel. De acordo com publicações recentes da empresa, Wix atualmente possui mais de 245 milhões de usuários em 190 países.